# Устюжский Иоанно-Предтеченский монастырь
У́стюжский Иоа́нно-Предте́ченский монасты́рь («Ивановский монастырь») — упразднённый женский монастырь Русской православной церкви, расположенный в Великом Устюге Вологодской области. Сохранившиеся здания использует Великоустюгская кисте-щёточная фабрика. Памятник архитектуры, объект культурного наследия России федерального значения.

## История
На Сокольничьей горе в Великом Устюге стоял соколиный двор Багуя или Буги — татарского баскака, принявшего в 1262 году крещение и нареченного Иоанном. Он и основал монастырь, бывший до 1764 года мужским, а с 1764 года — женским третьеклассным: в него были переведены инокини тогда же упраздненного Преображенского монастыря, находившегося в Великом Устюге.
После Октябрьской революции женский монастырь закрыли, все его помещения передали под студенческий городок созданного в 1920 году Северо-Двинского государственного университета. Строения монастыря использовались под общежития студентов, квартиры профессорско-преподавательского состава, столовые, библиотеку-клуб. В декабре 1921 года университет был закрыт, лишь в части корпусов как самостоятельное учебное заведение продолжал работать рабфак, имевшей здесь общежитие, столовую и клуб. В освободившихся после закрытия университета помещениях с августа 1924 года запущена 4-я щетинная фабрика, с 1925 года получившая официальное наименование: «Великоустюгская щетинно-щеточная фабрика Госторга». В 1927 рабфак прекратил работу, и вся территория бывшего Иоанно-Предтеченского монастыря перешла в распоряжение фабрики.

### Церковь Иоанна Предтечи

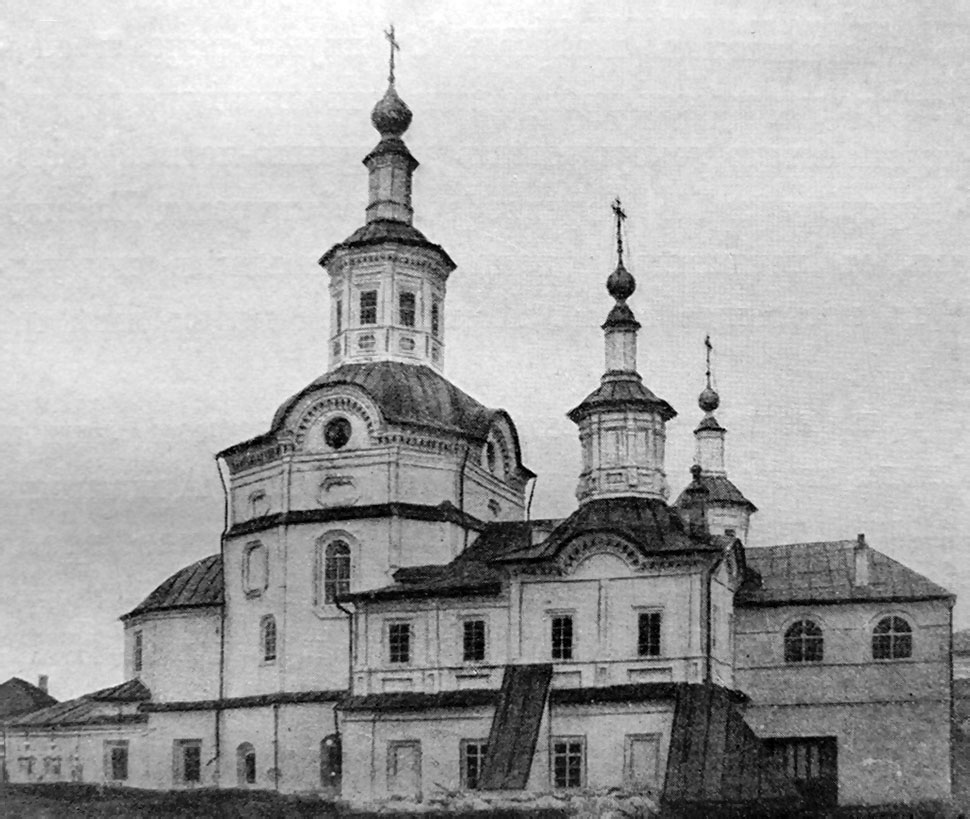
Церковь Иоанна Предтечи, начало XX века

Строительство церкви началось в конце XVII века, закончено не раньше 1720—1730-х годов, о чем свидетельствуют типичные для того времени полукруглые фронтоны фасадов главного объема, общий характер венчающего карниза, а также завершения самого храма и его приделов, выполненные в виде двухъярусных восьмериков. Главный объема выполнен в виде обширного, идущего прямо от земли восьмерика, повторяющего в камне форму древнейших рубленых «округло» деревянных храмов. Храм был двухэтажным с неизменным сдвигом пятигранных алтарных пристроек, а к его главному объему была пристроена трапезная. Общая композиция оригинальна: симметрично расположенные два традиционные придела, в отличие от подобных композиций XVII века, размещались не с востока, а с запада и, примкнув к трапезной, фланкируовали обращенный в сторону города главный фасад храма.

### Собор Иоанна Предтечи

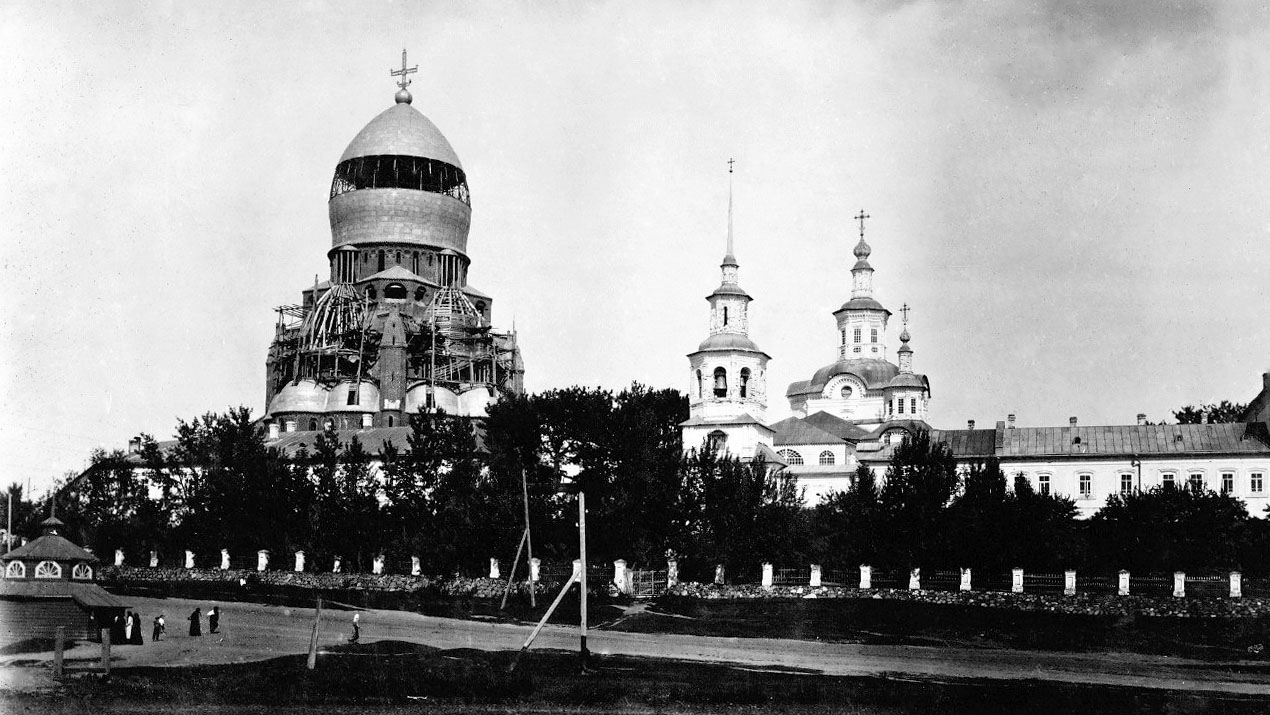
Собор Иоанна Предтечи, начало XX века

Единственным построенным в первое десятилетие XX века храмом в Великом Устюге был собор Иоанно-Предтеченского монастыря во имя святого пророка Иоанна Предтечи. Архитектором храма стал Владимир Курицын, высланный из Санкт-Петербурга в Великий Устюг за связь с эсерами. 7 января 1908 года проект храма был утвержден техническим строительным комитетом хозяйственного управления при Святейшем синоде, торжественная закладка нового собора состоялась 25 мая 1909 года. Не имеющей аналога проект выделялся планировочной структурой: в плане он представлял собой симметричный крест. На все стороны света выходили изящные по прорисовке апсиды, между которыми размещались несущие пилоны. В храм вели четыре входа: два основных для прихожан и два служебных. Над каждым входом имелось крыльцо с главкой. Пилоны соединялись по первому ярусу тремя полукружиями, на которые опирались части четверика. Переход от полукружий к четверику осуществлялся шлемовидными полукуполами, из которых вырастали малые полубарабаны, завершенные вытянутыми вверх главками. Завершение пилонов построенного здания получило более удачную ступенчатую трактовку, чем в проекте, и на каждом из них разместились звонницы. Центральный купол, в проекте имевший шлемовидное завершение, на самом деле построен был более вытянутым вверх. В средней части купола имелась широкая полоса, не покрытая железом. 24 июня 1921 года храм сгорел, после чего его стены разобрали на кирпич, отправленный в Архангельск для строительства одного из лесозаводов.

## Современность
С 1995 года комплекс Иоанно-Предтеченского монастыря является объектом культурного наследия федерального значения. В сентябре 2012 года в результате очередной перерегистрации образовано ООО «Великоустюгская кисте-щеточная фабрика», по-прежнему производящее щетки, кисти и ерши.